# Mistrzostwa Europy w Lekkoatletyce 1974 – bieg na 400 m przez płotki mężczyzn

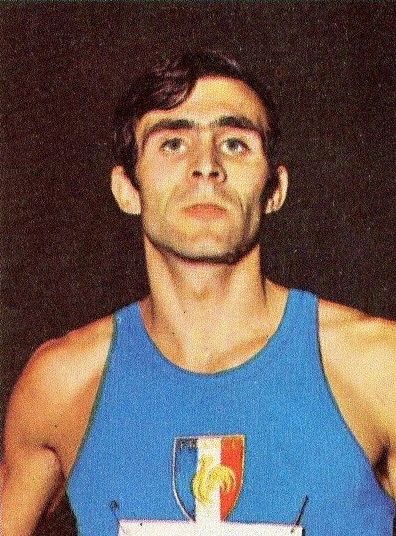
Jean-Claude Nallet

Bieg na dystansie 400 metrów przez płotki mężczyzn był jedną z konkurencji rozgrywanych podczas XI Mistrzostw Europy w Rzymie. Biegi eliminacyjne  i półfinałowe zostały rozegrane 3 września, a bieg finałowy 4 września 1974 roku. Zwycięzcą tej konkurencji został reprezentant Wielkiej Brytanii Alan Pascoe. W rywalizacji wzięło udział dwudziestu czterech zawodników z czternastu reprezentacji.

## Rekordy
| Rekord świata     | John Akii-Bua (UGA)      | 47,82 | Monachium, RFN      | 02.09.1972 |
| Rekord Europy     | David Hemery (GBR)       | 48,12 | Meksyk, Meksyk      | 15.10.1968 |
| Rekord mistrzostw | Jean-Claude Nallet (FRA) | 49,15 | Helsinki, Finlandia | 12.08.1971 |

## Wyniki

### Eliminacje
Rozegrano cztery biegi eliminacyjne. Do półfinałów awansowało po trzech najlepszych zawodników każdego biegu eliminacyjnego (Q), a także czterech spośród pozostałych z najlepszymi czasami (q).
Bieg 1
| Miejsce | Zawodnik         | Czas  | Uwagi |
| ------- | ---------------- | ----- | ----- |
| 1       | Miroslav Kodejš  | 50,31 | Q     |
| 2       | Wiktor Sawczenko | 50,36 | Q     |
| 3       | Bill Hartley     | 50,42 | Q     |
| 4       | François Aumas   | 50,50 | q     |
| 5       | Janko Bratanow   | 51,02 | q     |
| 6       | Jeorjos Paris    | 51,44 |       |

Bieg 2
| Miejsce | Zawodnik          | Czas  | Uwagi |
| ------- | ----------------- | ----- | ----- |
| 1       | Dmitrij Stukałow  | 50,48 | Q     |
| 2       | Jerzy Hewelt      | 50,54 | Q     |
| 3       | Klaus Schönberger | 50,60 | Q     |
| 4       | Frank Nusse       | 50,73 | q     |
| 5       | José Carvalho     | 51,32 |       |
| 6       | Giorgio Ballati   | 51,47 |       |

Bieg 3
| Miejsce | Zawodnik           | Czas  | Uwagi |
| ------- | ------------------ | ----- | ----- |
| 1       | Jean-Claude Nallet | 50,16 | Q     |
| 2       | Jochen Mayer       | 50,88 | Q     |
| 3       | Ivan Daniš         | 51,09 | Q     |
| 4       | Werner Reibert     | 51,18 |       |
| 5       | Steve Black        | 51,19 |       |
| 6       | Jordan Jordanow    | 52,05 |       |
| 7       | Gert Möller        | 52,72 |       |

Bieg 4
| Miejsce | Zawodnik             | Czas  | Uwagi |
| ------- | -------------------- | ----- | ----- |
| 1       | Jewgienij Gawrilenko | 50,28 | Q     |
| 2       | Rolf Ziegler         | 50,35 | Q     |
| 3       | Alan Pascoe          | 50,54 | Q     |
| 4       | Stawros Dziordzis    | 50,65 | q     |
| 5       | Jan Struyk           | 51,83 |       |

### Półfinały
Rozegrano dwa półfinały. Do finału awansowało po czterech najlepszych zawodników każdego biegu półfinałowego (Q).
Półfinał 1
| Miejsce | Zawodnik          | Czas  | Uwagi |
| ------- | ----------------- | ----- | ----- |
| 1       | Dmitrij Stukałow  | 49,67 | Q     |
| 2       | Alan Pascoe       | 49,97 | Q     |
| 3       | Stawros Dziordzis | 49,79 | Q     |
| 4       | Rolf Ziegler      | 49,87 | Q     |
| 5       | Miroslav Kodejš   | 49,93 |       |
| 6       | François Aumas    | 50,46 |       |
| 7       | Janko Bratanow    | 50,66 | NR    |
| 8       | Jochen Mayer      | 50,71 |       |

Półfinał 2
| Miejsce | Zawodnik             | Czas  | Uwagi |
| ------- | -------------------- | ----- | ----- |
| 1       | Jewgienij Gawrilenko | 49,63 | Q     |
| 2       | Jerzy Hewelt         | 49,79 | Q     |
| 3       | Jean-Claude Nallet   | 49,79 | Q     |
| 4       | Wiktor Sawczenko     | 49,88 | Q     |
| 5       | Klaus Schönberger    | 50,04 |       |
| 6       | Bill Hartley         | 51,44 |       |
| 7       | Frank Nusse          | 53,28 |       |
| 8       | Ivan Daniš           | 47,40 |       |

### Finał
| Miejsce | Zawodnik             | Czas  | Uwagi |
| ------- | -------------------- | ----- | ----- |
| 1       | Alan Pascoe          | 48,82 | CR    |
| 2       | Jean-Claude Nallet   | 48,94 |       |
| 3       | Jewgienij Gawrilenko | 49,32 |       |
| 4       | Stawros Dziordzis    | 49,71 |       |
| 5       | Dmitrij Stukałow     | 49,98 |       |
| 6       | Wiktor Sawczenko     | 50,01 |       |
| 7       | Jerzy Hewelt         | 50,26 |       |
| 8       | Rolf Ziegler         | 50,49 |       |